# Ködmönné Janka Erzsébet
Ködmönné Janka Erzsébet (Ködmön Károlyné) (Kocs, 1935. július 30. –) festőművész, eszperantista, ny. társadalombiztosítási szakember.

## Életútja
Alapiskoláit Bicskén végezte. Budapesten az Alkotmány utcai Közgazdasági Technikumban érettségizett 1954-ben. Első munkahelye Budapesten volt az Illatszerbolt Vállalatnál, mint gyakornok. Majd Tatán a Sütőipari Vállalatnál helyezkedett el könyvelőként. Annak megszűnése után ugyancsak Tatán a Téglaipari Vállalatnál dolgozott, mint könyvelési csoportvezető. Győrben a Tégla és Cserépipari Vállalat következett, itt már oktatási előadó – személyzeti munkatársként dolgozott. A személyzeti vezetői képzettség megszerzése után az Építők Szakszervezete Komárom Megyei Bizottságához került szociálpolitikai munkatársnak. 1980-ban fejezte be a Társadalombiztosítási Főiskolát. 10 évig vezette a megyei segélyezési bizottságot, a megyei társadalombiztosítási tanács tagjaként. 1990-ben nyugdíjazták.

### Családja
1956-ban ment férjhez, Ködmön Károly tatai lakoshoz, aki főkönyvelő volt a Megyei Földművelési Tanácsnál, szintén eszperantista. 1971-ben született fiuk, Ákos. Két unokája van: Dániel és Kristóf. Férje 2013-ban hunyt el.

### Eszperantó vonatkozású tevékenysége
1963-ban kezdett el foglalkozni az eszperantó nyelvvel. Ekkor alakult a Tatai Vasutas Eszperantó Csoport is, alapító tagja. 1980-ban a Magyarországi Eszperantó Szövetség (MESZ) elnökségi tagja lett egészen 2010-ig. Az eszperantista nőket képviselete a Magyar Nők Országos Szövetségében.
Részt vett rendezvények szervezésében a nyelvoktatásban, de érdemei közé tartozik az eszperantó nyelvű rádió adások megvalósításának előkészítése, valamint a MESZ székház ügyében is részt tudott vállalni. 25 év óta látja el a MESZ-ĉefdelegito (fődelegátus) szerepet.

## Kiállításai
62 önálló kiállítása volt összesen külföldön és belföldön, közülük néhány:
- Az Európai Unió országainak bemutatása festményeken,[1] Franciaország – 2006
- Időszakos kiállítások: Magyarország, Szlovénia, Németország, Franciaország, Szlovákia/Nyitra, Ausztria/Murau, Hollandia/Alkmaar
- Állandó kiállítás, Szlovénia/Lendva

## Díjak, elismerések
- Pro Esperanto Memordiplomo – 2020
- Országos kiállításon díjazott alkotás – 2019
- OKIT díjazott alkotás – 2018
- OKIT-különdíj (grafika) – 2014
- MMI Képzőművészet Lektorátus különdíj – 2012
- Amator Artium festészeti díj – 2011
- A Munka Érdemrend ezüst fokozata – 1989
- Országos béketanács kitüntető jelvénye – 1987
- Építőipar kiváló dolgozója – 1984
- Szakszervezeti munkáért – ezüst 1972, arany 1976
- Országos kiállítás, grafikával első díj – 1960, 1963

## Társasági tagság
- Eszperantó Pedagógusok Magyarországi Egyesülete (EPME) – 2010
- Tatai Eszperantista Képzőművészek Csoportja (alapító tag) – 2004
- Magyarországi Eszperantó Szövetség (MESZ)[2] – 1970
- Tatai Vasutas Eszperantó Csoport (alapító tag) – 1963

## Külső hivatkozások
- Ködmönné Janka Erzsébet festőművész életmű-kiállítása a Református Gimnáziumban
- Ködmönné Janka Erzsébet festőművész festményei a Jászaiban[halott link]
- Decembertõl a Bolyai János Gimnázium is újraélesztõ pontként működik